# Kendeffy Gábor
Kendeffy Gábor (1962, Budapest —) egyetemi docens, filozófiatörténész, a Magyar Tudományos Akadémia köztestületi tagja.

## Életút
1987-ben az Eötvös Loránd Tudományegyetemen latin nyelv és irodalom, 1991-ben görög nyelv és irodalom, illetve filozófia szakon. 1997-ben habilitált, dolgozatának címe "Szent Ágoston és a szkepticizmus" volt.
A Károli Gáspár Református Egyetem Bölcsészet- és Társadalomtudományi Karán és a Hittudományi Karán tanít docensként filozófiatörténetet, patrisztikus teológiát és filozófiát, és etikát. Fő kutatási területe a hellenisztikus és a késő antik időszak filozófia- és teológiatörténete. Számos tudományos kutatócsoportban, és külföldi vendégoktatási tevékenységben vett részt, illetve látott el doktori témavezetéseket. Francia, angol, görög és latin nyelvtudással rendelkezik. A Magyar Patrisztikai Társaság volt elnöke, a Magyar Tudományos Akadémia köztestületi tagja.
1993-ban a Magyar Ókortudományi Társaság Révay Díjjal ismerte el munkásságát.
Számos könyve és könyvfejezete mellett tanulmányok sorát jelentette meg különböző folyóiratokban (pl. Ókor, Magyar Filozófiai Szemle, Vallástudományi Szemle). Több műfordítást is készített.

## Művei (válogatás)
- Az egyházatyák és a szkepticizmus. Budapest (1999)
- Latin a szóbeli nyelvvizsgán. Budapest (1999)
- Mire jó a rossz? Lactantius teológiája. Budapest (2006)
- Párbeszédben az egyházatyákkal. Debrecen (2024)
- Hit, kegyelem, akarat.: Teológiai és filozófiai megközelítések az ókorban és a kora újkorban. Budapest (2025)